# 토탈 리콜 (2012년 영화)
《토탈 리콜》(영어: Total Recall)은 2012년에 개봉한 SF 액션 영화로, 1990년작 동명의 영화를 리메이크하였다.

## 출연

### 주연
- 콜린 파렐
- 케이트 베킨세일
- 제시카 비엘
- 브라이언 크랜스톤

### 조연
- 존 조
- 빌 나이
- 에단 호크
- 보킴 우드바인
- 윌윤리
- 커리 그레이엄
- 스티브 바이어스
- 제임스 맥고완
- 딜란 스미스

### 추가 음성
- 브라이언 크랜스턴

## 기타
- 조감독: 뤽 에티엔
- 조감독: 조나단 가예브스키
- 조감독: 그랜트 루시벨로
- 조감독: 스피로 라자토스
- 미술: 패트릭 타투포우로스
- 의상: 소냐 밀코빅 헤이스
- 배역: 데브라 제인
- 프로덕션매니저: 린 루시벨로